# Gilles Yapi Yapo
Gilles Donald Yapi Yapo (Abidjan, 30 de janeiro de 1982) é um ex-futebolista marfinense que atuava como volante.

## Carreira
Yapi Yapo começou sua carreira em 1999 jogando pelo ASEC Mimosas. Integrou o elenco da Seleção Marfinense no Campeonato Africano das Nações de 2002 e 2006 e da Copa do Mundo de 2006.

### Grave lesão
Sofreu uma séria lesão no joelho no dia 12 de novembro de 2014, devido a uma forte entrada de Sandro Wieser, do FC Aarau. O jogador rompeu o ligamento cruzado anterior e o ligamento colateral medial, teve uma lesão séria na cartilagem, rompeu o menisco, teve a rótula do tendão rasgada e profundos hematomas na coxa direita.

## Títulos

### Clubes
| Clube        | Título                | Nº de títulos | Temporadas                 |
| ------------ | --------------------- | ------------- | -------------------------- |
| ASEC Mimosas | Campeonato Marfinense | 2             | 1999–2000 e 2000–01        |
| Basel        | Super Liga Suíça      | 3             | 2010–11, 2011–12 e 2012–13 |
| Basel        | Copa da Suíça         | 1             | 2011–12                    |
| Basel        | Uhrencup              | 1             | 2011                       |
| Zürich       | Copa da Suíça         | 1             | 2015–16                    |